# Allonzier-la-Caille
Allonzier-la-Caille är en kommun i departementet Haute-Savoie i regionen Auvergne-Rhône-Alpes i sydöstra Frankrike. Kommunen ligger i kantonen Cruseilles som tillhör arrondissementet Saint-Julien-en-Genevois. År 2022 hade Allonzier-la-Caille 2 170 invånare.

## Befolkningsutveckling
Antalet invånare i kommunen Allonzier-la-Caille
| Referens: INSEE |